# Leonhard Frank
Leonhard Frank (Würzburg, 1882 - Múnic 1961) fou un novel·lista i dramaturg alemany. Aconseguí ressò internacional amb la dramatització i l'adaptació cinematogràfica de la seva novel·la Karl und Anna. Pacifista declarat, marxà d'Alemanya el 1933, instal·lant-se finalment als Estats Units el 1940.
Algunes de les obres narratives més importants de Frank són Die Räuberbande; Bruder und Schwester; la novel·la autobiogràfica Links wo das Herz ist; o la col·lecció de relats Der Mensch ist gut, una denúncia de la guerra. El gruix de la seva obra dramàtica consiteix en adaptacions de les seves pròpies novel·les.

## Obra

### Novel·la
- Die Räuberbande, 1914
- Der Bürger, 1924
- Das Ochsenfurter Männerquartett, 1927
- Bruder und Schwester, 1929
- Von drei Millionen drei, 1932
- Traumgefährten, 1936
- Die Jünger Jesu, 1947
- Mathilde, 1948
- Links wo das Herz ist (novel·la autobiogràfica), 1952

### Novel·la curta
- Die Ursache 1915
- Der Mensch ist gut 1917.
- Der Vater 1918
- Die Mutter 1919
- An der Landstraße 1925
- Die Schicksalsbrücke 1925
- Im letzten Wagen
- Karl und Anna 1927
- Der Streber u. a. Erzählungen 1928
- Die Entgleisten 1929
- Deutsche Novelle 1954
- Das Portrait 1954
- Berliner Liebesgeschichte 1955
- Michaels Rückkehr 1957
- Kurzgeschichten 1961

### Teatre
- Die Ursache, 1929
- Karl und Anna, 1929
- Hufnägel, 1930
- Der Außenseiter, 1937
- Maria, 1939
- Die Kurve 1955
- Die Hutdynastie, 1955
- Baccarat, 1957
- Ruth, 1960

### Conte
- Der Hut
- Jahrmarkt
- Atmen
- Das Porträt
- Fünf Pfennige
- Emil Müller
- Der Heiratsvermittler
- Berliner Liebesgeschichte